# Francis James Furey
Francis James Furey, né le 22 février 1905 à Summit Hill et mort le 23 avril 1979 à San Antonio, est un prélat catholique américain.
De 1960 à 1963, il est évêque auxiliaire de l'Archidiocèse de Philadelphie, entre 1966 et 1969, il est évêque du Diocèse de San Diego, puis est archevêque de l'Archidiocèse de San Antonio de 1969 à 1979. 

## Biographie
Francis James Furey naît le 22 février 1905 à Summit Hill, en Pennsylvanie. Il est l'aîné de cinq enfants. En 1920, Furey est diplômé du Lycée Sainte-Marie en tant que valedictorian. Il se rendit ensuite au Séminaire Saint-Charles-Borromée de Philadelphie pendant quatre ans. Par la suite, il se rendit à Rome afin d'entrer au sein du Séminaire pontifical romain, où il obtiendra un doctorat en philosophie en 1926 ainsi qu'un doctorat en théologie sacrée en 1930. 

### Prêtrise
Francis James Furey est ordonné prêtre le 15 mars 1930 par le Cardinal Basilio Pompilj. S'étant de nouveau rendu en Pennsylvanie, il devint le secrétaire de direction du cardinal Dennis Dougherty. En 1936, Furey est nommé président de l'Université de l'Immaculée d'East Whiteland Township. Il quitta l'Université de l'Immaculée dans le but de devenir recteur du Séminaire Saint-Charles-Borromée. En 1947, Furey est nommé Monseigneur, en un autre terme, prélat domestique. Une dizaine d'années plus tard, en 1958, Furey démissionna de son poste de recteur et devint prêtre de la paroisse Sainte-Hélène de Philadelphie.

### Évêque auxiliaire de Philadelphie
Le 17 août 1960, Furey est nommé évêque auxiliaire de l'Archidiocèse de Philadelphie ainsi qu'évêque titulaire de Temnus (de) par le pape Jean XXIII. Il est consacré évêque le 22 décembre 1960 par Egidio Vagnozzi.

### Coadjuteur et évêque de San Diego
Le 21 juillet 1963, le pape Paul VI nomma Furey coadjuteur du Diocèse de San Diego. À la suite de la mort de l'évêque Charles Francis Buddy survenue le 5 mars 1966, Furey devint automatiquement le nouvel évêque de San Diego. Il siégea au tribunal administratif du deuxième concile œcuménique du Vatican, ayant eu lieu à Rome entre 1962 et 1965. 

### Archevêque de San Antonio
Le 23 mai 1969, Furey est nommé troisième archevêque de l'Archidiocèse de San Antonio par le pape Paul VI. À la suite de son installation, Furey décida de ne point déménager au sein de la grande résidence de l'évêque, préférant emménager dans un appartement deux pièces d'un pauvre quartier de la ville. 
Furey établit l'une des premières commissions diocésaines consacrées aux affaires mexicano-américaines aux États-Unis, et en 1970, il promut la candidature du Révérend Patrick Flores en tant que premier évêque mexicano-américain du pays. Furey fut un fervent défenseur de la Communities Organized for Public Service (Communautés organisées pour le service public), une coalition d'organisation communautaire de San Antonio. En octobre 1973, il soutint également la grève de Farah ainsi que les boycotts de la laitue du Texas Farm Workers Union (Syndicat des travailleurs agricoles du Texas). Il tient de nombreuses fonctions au sein de la Conférence des évêques catholiques des États-Unis, dont celui de président du comité d'aide au développement. 
Furey fut le chapelain du conseil d'État du Texas des Chevaliers de Colomb, évêque protecteur des anciens combattants catholiques des États-Unis, et nommé par le gouverneur du Texas Preston Smith à la Commission Warren. Il fut membre honoraire de l'United States Marine Corps et reçut un diplôme honorifique de l'Université La Salle, l'Université Saint-Joseph, l'Université Villanova, l'Université Saint-Jean, de Brooklyn ; l'Université Mount St. Mary's, ainsi que l'Université Notre-Dame du Lac. 

### Décès
Francis James Furey meurt d'un cancer à San Antonio le 23 avril 1979, à l'âge de 74 ans.

## Succession apostolique
Francis James Furey a ordonné les évêques suivants :
- Évêque Raymundo Joseph Peña (en) (1976)